# Mađari u Urugvaju
Mađari u Urugvaju su osobe u Urugvaju s punim, djelomičnim, ili većinskim mađarskim podrijetlom, ili u Mađarskoj rođene osobe s prebivalištem u Urugvaju. Procjenjuje se da u Urugvaju živi oko 2 do 3 tisuće mađarskih iseljenika i njihovih potomaka. 

## Povijest
Mađarski Urugvajci su lokalna etnička manjina; njihova prisutnost je mala, ali značajna, broje oko 2.000-3.000 pripadnika, od kojih je oko 150 rođeno u Mađarskoj. Godine 1925. je osnovano Društvo mađarskih radnika u Urugvaju. Godine 1936., mađarski doseljenici su osnovali Mađarski dom u Urugvaju.
Također postoji i mala židovska-mađarska zajednica, koja je osnovala svoju zajednicu 1920. godine.

## Poznati pripadnici
- Francisco José Debali (1791. – 1859.), skaladatelj urugvajske himne[5]
- Eduardo Sarlós (1938. – 1998.), dramski pisac i umjetnik
- Déborah Gyurcsek (1978.), atletičarka
- Miguel Szilágyi Pauer (1922. – 2015.), glazbenik

## Vanjske poveznice
- Mađarski dom u Urugvaju  Arhivirana inačica izvorne stranice od 4. ožujka 2016. (Wayback Machine) (šp.)